# Els límits del creixement
The Limits to Growth (Els límits del creixement) és un informe publicat pel Massachusetts Institute of Technology (MIT) el 1972 que va ser una de les primeres publicacions que va posar en dubte el mite del creixement econòmic. És la primera simulació que va combinar el creixement de la població quasi infinit amb les primeres matèries finides.
El 1992, 20 anys després de la publicació original, es va actualitzar en una nova versió de l'informe titulat Més enllà dels límits del creixement, en la qual, sobre la base de les dades recollides des de llavors, s'exposava que la humanitat ja havia superat la capacitat de càrrega del planeta per poder sostenir la seva població. Una versió actualitzada, amb el títol Els límits del creixement: 30 anys després, va ser publicada l'1 de juny del 2004 per la «Chelsea Green Publishing Company». En aquesta versió s'actualitzen i integren les dues versions precedents.

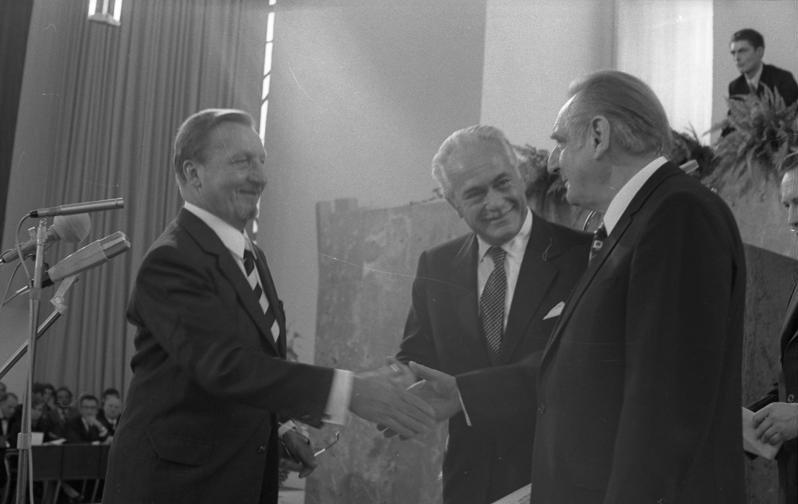
Premi de la pau de la federació dels Llibreters alemanys

El 1973 va rebre el premi Friedenspreis de la Federació dels Llibreters alemanys (Börsenverein des Deutschen Buchhandels).